# August Rinaldi
August Rinaldi, gebürtig August Goldschmidt (* 16. September 1883 in Neumarkt in der Oberpfalz, Deutschland; † 6. Dezember 1962 in Los Angeles, Vereinigte Staaten) war ein deutscher Filmarchitekt, Maler und Erfinder.

## Leben und Wirken
Der gebürtige Oberpfälzer August Goldschmidt besuchte die Realschule und erhielt seine künstlerische Ausbildung an Kunstakademien in München und Rom. Anschließend verdiente er sich seinen Lebensunterhalt als Kunstmaler und Innenarchitekt. Im Jahre 1912 knüpfte er unter dem Künstlernamen Rinaldi seinen ersten Kontakt zum Film. Seit dem Ersten Weltkrieg gestaltete Rinaldi die Filmbauten zu künstlerisch wenig ambitionierten Produktionen. Er arbeitete bis 1933 unter anderem mit den Regisseuren Richard Oswald, William Kahn, Karl Grune, Max Mack und Carl Boese zusammen. 
Infolge der Machtergreifung durch die Nationalsozialisten blieb der Jude Goldschmidt / Rinaldi von weiterer künstlerischer Betätigung im Reich weitgehend ausgeschlossen. Dennoch blieb der ehemalige Filmarchitekt zunächst weiterhin in Deutschland ansässig, zuletzt in Nürnberg, wo er wieder als Maler zu arbeiten versuchte. Im Dezember 1939 gelang ihm von Rotterdam die Ausreise in die USA. Im November 1945 wurde Rinaldi, der sich nunmehr August Rinaldy nannte, US-amerikanischer Staatsbürger. Zuletzt in Kalifornien ansässig, fand er jedoch kein Unterkommen in der Filmindustrie. Stattdessen betätigte sich Rinaldi als Erfinder.

## Filmografie
- 1915: Die Bettelprinzessin
- 1917: Die Rose von Dschiandur
- 1917/18: Es werde Licht! (4 Teile)
- 1918: Der lebende Leichnam
- 1918: Graf Michael
- 1918: Das Tagebuch einer Verlorenen
- 1919: Dämon der Welt, zwei Teile
- 1919: Der Mädchenhirt
- 1919: Sklaven des Kapitals
- 1919: Das Hexenlied
- 1920: Der Sturz in die Flammen
- 1920: Die brennende Stadt
- 1920: Die Sühne
- 1920: Der unterirdische Tempel
- 1920: Nirvana, sechs Teile
- 1921: Des Lebens und der Liebe Wellen
- 1921: Der Eisenbahnkönig (2 Teile)
- 1922: Die vom Zirkus
- 1922: Das Mädchen ohne Gewissen
- 1923: Im Rausche der Leidenschaft
- 1923: Das Spiel der Liebe
- 1924: Guillotine
- 1926: Die Flucht in den Zirkus
- 1926: Der Herr der Nacht
- 1926: Nixchen
- 1927: Frühere Verhältnisse
- 1927: Ein Mädel aus dem Volke
- 1927: Arme kleine Sif
- 1927: Das Heiratsnest
- 1927: Der Feldmarschall
- 1927: Richthofen, der rote Ritter der Luft
- 1928: Der Weiberkrieg
- 1928: Diebe
- 1928: Somnambul
- 1929: Don Manuel, der Bandit
- 1929: Fräulein Fähnrich
- 1929: Sünde und Moral
- 1929: Mädchen am Kreuz
- 1929: Zwei Brüder
- 1929: Giftgas
- 1930: Ratten der Großstadt
- 1930: Der Bergführer von Zakopane
- 1930: Stürmisch die Nacht
- 1932: Fidele Razzia (Kurzfilm)